# Hylocharis pyropygia
Hylocharis pyropygia é uma espécie de beija-flor da família Trochilidae.
Apenas pode ser encontrada no seguinte país: Brasil.
A maior parte dos especialistas não a considera como uma espécie, considerando que provavelmente se trata de híbridos entre besourinho-de-bico-vermelho e Hylocharis cyanus.